# Бутков, Александр Яковлевич
Алекса́ндр Я́ковлевич Бутко́в (1911—1981) — советский ботаник — систематик и геоботаник, специалист по флоре и растительности Узбекистана.

## Биография
Родился 25 марта 1911 года на станции Горчаково в Ферганской области Российской империи (ныне — Маргилан, Узбекистан), отец — железнодорожный работник. Учился на биологическом отделении физико-математического факультета Среднеазиатского государственного университета (ныне — Национальный университет Узбекистана) а Ташкенте, окончил его в 1934 году. Со студенчества работал препаратором в Ботаническом саду САГУ, затем — младшим научным сотрудником, впоследствии занимал должность ассистента.
В 1934 году принимал участие в экспедиции в горы Ходжа-Гур-Гур-Ата, составил первую ботаническую характеристику территории.
С 1944 года руководил Ботаническим садом САГУ. В 1946 году защитил диссертацию кандидата биологических наук по роду Повилика.
В 1949 году А. Я. Бутков стал старшим преподавателем в САГУ, впоследствии был доцентом по кафедре дарвинизма. С 1952 года он заведовал кафедрой лабораторией геоботаники и растительного сырья Института ботаники АН УзССР.
А. Я. Бутков предложил идею увеличения продуктивности орехово-плодовых лесов путём применения удобрений, а также занимался их эколого-фитоценологическим изучением.
Принимал участие в написании многотомной монографии «Флоры Узбекистана». Провёл монографическую обработку рода Адонис. Автор книги по декоративным растениям Узбекистана.

## Некоторые научные работы
- Бутков, А. Я., Бочанцев, В. П. Дикорастущие декоративные растения Узбекистана (Однодольные). — Ташкент, 1937. — 60 с.
- Бутков, А. Я. Растительность гор Ходжа-Гургур-Ата. — Ташкент, 1938. — 48 с.
- Бутков, А. Я. Заметки о видах рода Adonis L. // Ботанические материалы гербария Ботанического института Узбекского филиала АН СССР. — 1941. — Т. 6. — С. 3—6.
- Бутков, А. Я. Флористические заметки: I. Род Pentatherum Nabelek в Узбекистане. II. О среднеазиатских видах рода Agrostis L. // Ботанический журнал. — 1943. — Т. 28, № 6. — С. 242—245.

## Некоторые виды растений, названные в честь А. Я. Буткова
- Acantholimon butkovii Lincz., 1961
- Astragalus butkovii Popov, 1947
- Cousinia butkovii Tscherneva & Vved., 1961
- Dracocephalum butkovii Krassovsk., 1986
- Potentilla butkovii Botsch., 1952
- Taraxacum butkovii Kovalevsk., 1962
- Trichanthemis butkovii Kovalevsk., 1961 [≡ Pseudoglossanthis butkovii (Kovalevsk.) Kamelin]
- Tulipa butkovii Botschantz., 1961